# خالد ميري
خالد طه ميرى عبد الرحمن (من مواليد 15 يوليو 1972م بمحافظة المنيا، مركز ديرموس نزلة البدرمان)، هو صحفي مصري. في مايو 2016 تم انتخابه في مؤتمر الصحفيين العرب الذي عقد بتونس امينا عاما لاتحاد الصحفيين العرب.

## حياته العملية
- حاصل على بكالوريوس إعلام جامعة القاهرة قسم الصحافة تقدير عام جيد.
- التحق بالعمل في الأخبار يناير 1994 وهو طالب بالسنة الرابعة في الكلية
- التعيين في الأخبار أبريل 1996.
- عمل بأقسام القضايا والتحقيقات والبرلمان.

## الجوائز
- حصل على جائزة التفوق الصحفي اعوام 1998, 1999, 2000 عن تغطية قضايا نواب القروض والجاسوس الفيلالى وملفات الفساد.

## في العمل الصحفي
- تم ترقيتة رئيس القسم القضائى عام 2005
- تم ترقيتة نائب رئيس تحرير عام 2011
- تم ترقيتة مدير تحرير عام 2013
- في مايو 2017 تم تعيينه رئيس تحرير الأخبار.
- انتخبه الزملاء بالجمعية العمومية لنقابة الصحفيين عام 2011 عضوا بمجلس نقابة الصحفيين.
رئيس للجنة الإسكان عام 2013 ثم تم اختياره امينا لصندوق النقابة وجدد الزملاء الثقة به عام 2015 عضوا بمجلس النقابة ليستمر اختياره وكيل أول للنقابة ورئيسا للجنة القيد.
- في مايو 2016 تم انتخابه في مؤتمر الصحفيين العرب الذي عقد بتونس امينا عاما لاتحاد الصحفيين العرب.